# Olongapo City
Olongapo City (Filipino: Lungsod ng Olongapo; Sambal: Syodad nin Olongapo) ist eine provinzunabhängige philippinische Stadt im Bezirk Central Luzon. Olongapo City wird jedoch zu statistischen Zwecken der Provinz Zambales zugeordnet.
Olongapo wurde ursprünglich als Teil des Marinereservats der Vereinigten Staaten verwaltet. Am 7. Dezember 1959 wurde es der philippinischen Regierung überlassen und in eine Gemeinde umgewandelt. Sechs Jahre später, am 1. Juni 1966, wurde Olongapo in eine chartered city umgewandelt. Olongapo City verwaltet sich autonom von der Provinz Zambales. An die Stadt grenzt die Subic Bay Freeport Zone, Zambales an, welche bis 1992 auch ein Marinereservat der Vereinigten Staaten war (siehe United States Naval Base Subic Bay). Südlich der Freihandelszone liegt das Subic Watershed Forest Reserve. 

## Name
Einer berühmten Legende nach gab es im Gebiet der heutigen modernen Stadt Olongapo einst eine Gruppe sich bekriegender Stämme. Einem weisen, alten Mann, der die Gefahren der Uneinigkeit erkannte, gelang es mit viel Aufwand, die sich bekriegenden Stämme zu vereinen. Er hatte jedoch Gegner, welche seine Idee aufs Bitterste widerriefen und eines Tages verschwand der Mann spurlos.
Nach einer langen Suche wurde der Körper des alten Mannes gefunden, allerdings ohne Kopf. Die Stammesangehörigen stellten Suchtrupps auf, um den abgetrennten Kopf des Mannes zu finden. (Es soll auch überliefert worden sein, dass für die Einwohner Sambals die Enthauptung die einzig zulässige Art der Exekution war. Bei den Sambal war es üblich, diejenigen zu töten, welche das Leben eines anderen Menschen genommen haben; außer wenn es durch Enthauptung geschah.) Diese Anstrengungen erwiesen sich jedoch als nutzlos, und die Suche wurde schließlich abgebrochen. Ein Junge wollte jedoch nicht aufhören zu suchen, bis er den Kopf des Ältesten gefunden habe. Er suchte wochenlang und eines Tages fand er den Kopf des Ältesten auf einem Bambusstab steckend. Als er den Kopf sah, rannte der Junge „Olo nin apo! Olo nin apo!“ schreiend (was so viel wie „Kopf des Ältesten“ auf Sambal bedeutet; nach Tagalog übersetzt als „ulo ng apo“) zu seinen Leuten zurück. Er rannte hysterisch von Dorf zu Dorf.
Auf diese Weise hat Olongapo seinen Namen bekommen. Von diesem Tag an war der Kopf des alten Mannes ein Zeichen der Verbundenheit der Leute in der modernen Stadt.

## Barangays

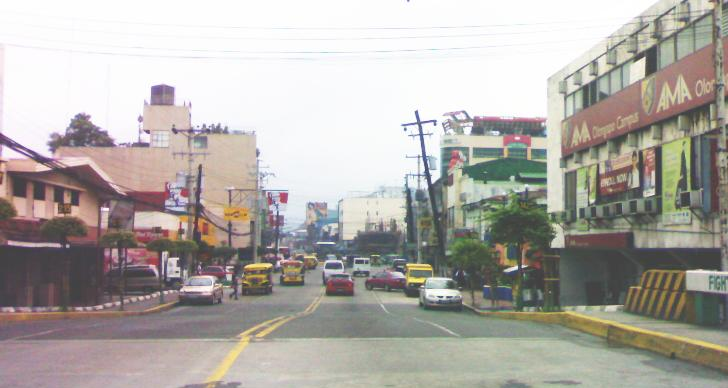
Downtown Olongapo

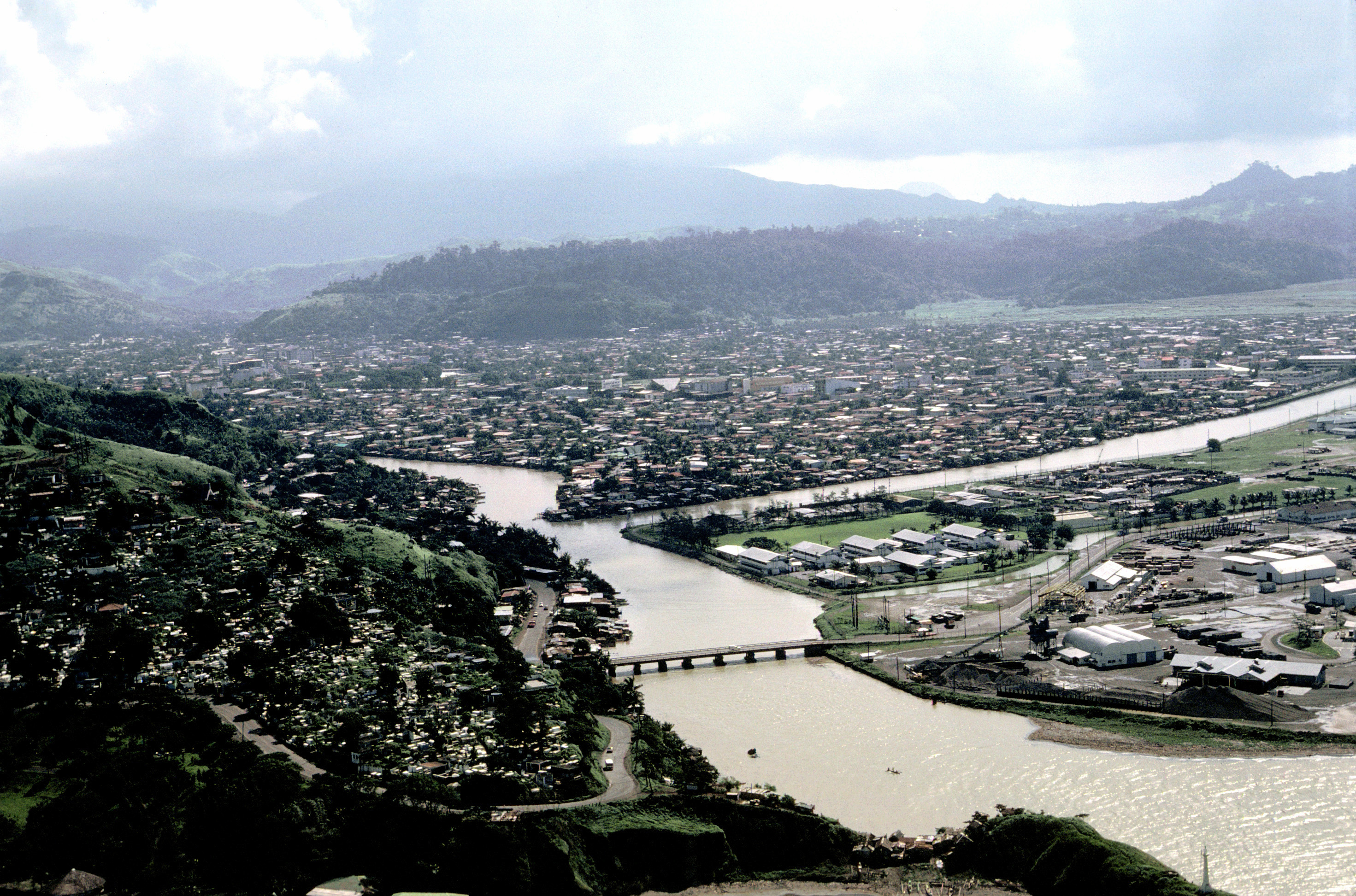
Olongapo

Die Stadt Olongapo wird politisch in 17 Barangays unterteilt:
| - Asinan - Banicain - Barretto - East Bajac-bajac - East Tapinac - Gordon Heights - Kalaklan - Mabayuan - New Cabalan | - New Ilalim - New Kababae - New Kalalake - Old Cabalan - Pag-asa - Santa Rita - West Bajac-bajac - West Tapinac |

## Sendergruppen
- STV-6: Channel 6

## Söhne und Töchter der Stadt
- Morris East (* 1973), Boxer
- Eric Cray (* 1988), Hürdenläufer
- Jake Vargas (* 1992), Schauspieler